# Malmö Fotbollförening 1981
Questa voce raccoglie le informazioni riguardanti il Malmö Fotbollförening nelle competizioni ufficiali della stagione 1981.

## Stagione
Al termine della stagione 1981 il Malmö si classificò quinto in Allsvenskan, perdendo la possibilità di qualificarsi in Coppa UEFA. Nell'ultima parte della stagione la squadra fu impegnata proprio nella terza competizione europea, dove uscì ai sedicesimi a causa di una doppia sconfitta per 1-0 contro il Neuchâtel Xamax

## Divisa e sponsor
Nella stagione 1981 fanno per la prima volta la comparsa gli sponsor sulla maglia del Malmö, che per l'occasione adotta come partner ufficiale ABV. A partire da quell'anno le divise sono inoltre prodotte dall'Adidas.
| Manica sinistra · Manica sinistra · Maglietta · Maglietta · Manica destra · Manica destra · Pantaloncini · Pantaloncini · Calzettoni · Calzettoni |

## Rosa
| N. |                        | Ruolo | Calciatore         |
| -- | ---------------------- | ----- | ------------------ |
| 1  | Svezia (bandiera)      | P     | Tony Ström         |
| 2  | Svezia (bandiera)      | D     | Roland Andersson   |
| 3  | Svezia (bandiera)      | D     | Ingemar Erlandsson |
| 4  | Svezia (bandiera)      | D     | Roy Andersson      |
| 5  | Svezia (bandiera)      | D     | Magnus Andersson   |
| 6  | Inghilterra (bandiera) | D     | Tim Parkin         |
| 7  | Svezia (bandiera)      | D     | Kent Jönsson       |
| 8  | Scozia (bandiera)      | A     | Paul McKinnon      |
| 9  | Svezia (bandiera)      | A     | Thomas Sjöberg     |
| 10 | Svezia (bandiera)      | C     | Robert Prytz       |
| 11 | Svezia (bandiera)      | A     | Jan-Olov Kinnvall  |

| N. |                   | Ruolo | Calciatore        |
| -- | ----------------- | ----- | ----------------- |
| 12 | Svezia (bandiera) | C     | Mats Arvidsson    |
| 13 | Svezia (bandiera) | A     | Rickard Strömbeck |
| 14 | Svezia (bandiera) | A     | Torbjörn Persson  |
| 15 | Svezia (bandiera) | D     | Anders Olsson     |
| 16 | Svezia (bandiera) | P     | Mats Strandberg   |
| 17 | Svezia (bandiera) | C     | Anders Palmér     |
| 20 | Svezia (bandiera) | A     | Björn Nilsson     |
| -  | Svezia (bandiera) | P     | Jan Möller        |
| -  | Svezia (bandiera) | A     | Mats Magnusson    |
| -  | Svezia (bandiera) | A     | Jonas Holm        |

## Statistiche

### Statistiche di squadra
| Competizione         | Punti | Totale | Totale | Totale | Totale | Totale | Totale | DR |
| Competizione         | Punti | G      | V      | N      | P      | Gf     | Gs     | DR |
| -------------------- | ----- | ------ | ------ | ------ | ------ | ------ | ------ | -- |
| Allsvenskan          | 27    | 26     | 11     | 5      | 10     | 48     | 44     | +4 |
| Coppa UEFA 1981-1982 | -     | 4      | 2      | 0      | 2      | 5      | 3      | +2 |

### Statistiche dei giocatori
| Giocatore      | Allsvenskan | Allsvenskan |
| Giocatore      | Presenze    | Reti        |
| -------------- | ----------- | ----------- |
| M. Andersson   | 23          | 4           |
| Rol. Andersson | 25          | 2           |
| R. Andersson   | 22          | 2           |
| Arvidsson      | 24          | 3           |
| Erlandsson     | 24          | 3           |
| Holm           | 1           | ?           |
| Jönsson        | 20          | 2           |
| Kinnvall       | 12          | 2           |
| Magnusson      | 1           | ?           |
| McKinnon       | 11          | 5           |
| Möller         | 4           | ?           |
| Nilsson        | 17          | 1           |
| Olsson         | 16          | 3           |
| Palmér         | 13          | 1           |
| Parkin         | 15          | ?           |
| Persson        | 8           | ?           |
| Prytz          | 16          | 7           |
| Sjöberg        | 19          | 13          |
| Ström          | 22          | ?           |
| Strömbek       | 21          | ?           |